# امامزاده عبدالله و طاهر
امامزاده عبدالله و طاهر مربوط به دوره صفوی است و در کرج، بخش آسارا، دهستان آدران، روستای کندر واقع شده و این اثر در تاریخ ۱۸ اسفند ۱۳۸۷ با شمارهٔ ثبت ۲۵۳۷۷ به‌عنوان یکی از آثار ملی ایران به ثبت رسیده است.